# Karel Dormans
Karel Willem Dormans (Weert, 6 maart 1975) is een Nederlands roeier. Hij vertegenwoordigde Nederland op de Olympische Spelen van 2004 in Athene.
Dormans, van beroep biomechanisch ingenieur, is lid van de Eindhovense roeivereniging Thèta. Hij werd in 2004 geselecteerd voor de Olympische Spelen als lid van de lichte vier-zonder-stuurman, die verder bestond uit Gerard van der Linden, Ivo Snijders en Joeri de Groot. Dit team behaalde een vierde plaats achter Denemarken (goud), Australië (zilver) en Italië. 

In 2000 had hij al eerder aan de Olympische Spelen kunnen deelnemen, aangezien hij toen als reserve stond ingeschreven, maar hij kwam niet in actie.
Hij deed van 1999 tot 2003 ook mee aan de wereldkampioenschappen; zijn beste resultaat hierbij was een zilveren medaille in 2003.

## Palmares

### Lichte twee zonder
- 2000: 4e WK in Zagreb - 6.51,23

### Lichte vier zonder
- 2001: 6e WK in Luzern - 5.59,85
- 2003:  WK in Milaan - 6.12,24
- 2004: 7e Wereldbeker I in Poznan - 6.04,32
- 2004: 4e Wereldbeker II in München - 6.23,97
- 2004: 5e Wereldbeker III in Luzern - 6.06,10
- 2004: 4e Olympische Spelen van Peking - 6.03,79
- 2005: 13e WK in Gifu - 6.32,56

### Lichte dubbelvier
- 2001: 7e WK in Luzern - 6.01,87

### Lichte acht
- 1999: 5e WK in St. Catharines - 5.41,95